# إيسلاس فيليبيناس (محطة مترو أنفاق مدريد)
إيسلاس فيليبيناس (بالإسبانية: Islas Filipinas)‏ هي محطة مترو أنفاق في مدريد في إسبانيا، تقع على الخط رقم 7.